# إيفان تشوبيتش
إيفان تشوبيتش (بالكرواتية: Ivan Čupić) مواليد 27 مارس 1986 في كرواتيا، هو لاعب كرة يد كرواتي يلعب كجناح أيمن. يلعب حاليا مع نادي فاردار لكرة اليد ويحمل الرقم 27. مثل منتخب كرواتيا لكرة اليد. شارك في دورة الألعاب الأولمبية الصيفية سنة 2012. حقق المركز الثاني في بطولة العالم لكرة اليد للرجال 2009.

## المسيرة الاحترافية
لعب مع نادي جورينيه فيلينيه لكرة اليد في الدوري السلوفيني من سنة 2008 إلى 2010، ثم لعب مع فيف تارغي كيلسي من سنة 2012 إلى 2016، ثم لعب مع نادي فاردار لكرة اليد في الدوري السلوفيني في سنة 2016.

## سجل المنافسة
شارك في البطولات التالية:
- بطولة العالم لكرة اليد للرجال 2015
- بطولة أوروبا لكرة اليد للرجال 2012
- بطولة أوروبا لكرة اليد للرجال 2014
- بطولة أوروبا لكرة اليد للرجال 2016
- الألعاب الأولمبية الصيفية 2012
- الألعاب الأولمبية الصيفية 2016

## الإنجازات
- الدوري السلوفيني لكرة اليد: 2008-09
- الدوري البولندي لكرة اليد: 2012-13، 2013-14، 2014-15، 2015-16
- دوري أبطال أوروبا لكرة اليد: دوري أبطال أوروبا لكرة اليد 2015–16

## روابط خارجية
- إيفان تشوبيتش على موقع الاتحاد الأوروبي لكرة اليد (الإنجليزية)
- إيفان تشوبيتش على موقع أوليمبيديا (الإنجليزية)